# Bundestagswahlkreis Rosenheim
Der Wahlkreis Rosenheim (Wahlkreis 221; bis zur Bundestagswahl 2021 Wahlkreis 222) ist seit 1949 ein Bundestagswahlkreis in Bayern. Er umfasst die Stadt Rosenheim und den Landkreis Rosenheim. Seit 1953 wurde der Wahlkreis stets von den Direktkandidaten der CSU gewonnen.

## Wahlkreisgeschichte
| Wahl      | Wahlkreisname | Gebiet                                                                           |
| --------- | ------------- | -------------------------------------------------------------------------------- |
| 1949      | 10 Rosenheim  | Stadt Rosenheim, Landkreis Rosenheim, Landkreis Bad Aibling, Landkreis Ebersberg |
| 1953–1961 | 205 Rosenheim | Stadt Rosenheim, Landkreis Rosenheim, Landkreis Bad Aibling, Landkreis Ebersberg |
| 1965–1972 | 210 Rosenheim | Stadt Rosenheim, Landkreis Rosenheim, Landkreis Bad Aibling, Landkreis Ebersberg |
| 1976      | 210 Rosenheim | Stadt Rosenheim, Landkreis Rosenheim, Landkreis Ebersberg                        |
| 1980–1998 | 209 Rosenheim | Stadt Rosenheim, Landkreis Rosenheim                                             |
| 2002–2005 | 224 Rosenheim | Stadt Rosenheim, Landkreis Rosenheim                                             |
| 2009–2013 | 223 Rosenheim | Stadt Rosenheim, Landkreis Rosenheim                                             |
| 2017–2021 | 222 Rosenheim | Stadt Rosenheim, Landkreis Rosenheim                                             |
| 2015–     | 221 Rosenheim | Stadt Rosenheim, Landkreis Rosenheim                                             |

## Wahlkreisabgeordnete
| Wahl | Abgeordneter | Abgeordneter       | Partei | Stimmen in % |
| ---- | ------------ | ------------------ | ------ | ------------ |
| 1949 |              | Hugo Decker        | BP     |              |
| 1953 |              | Ludwig Franz       | CSU    |              |
| 1957 |              | Ludwig Franz       | CSU    |              |
| 1961 |              | Ludwig Franz       | CSU    |              |
| 1965 |              | Ludwig Franz       | CSU    |              |
| 1969 |              | Ludwig Franz       | CSU    |              |
| 1972 |              | Ludwig Franz       | CSU    |              |
| 1976 |              | Hans Graf Huyn     | CSU    |              |
| 1980 |              | Hans Graf Huyn     | CSU    |              |
| 1983 |              | Hans Graf Huyn     | CSU    |              |
| 1987 |              | Wolfgang Zeitlmann | CSU    |              |
| 1990 |              | Wolfgang Zeitlmann | CSU    |              |
| 1994 |              | Wolfgang Zeitlmann | CSU    |              |
| 1998 |              | Wolfgang Zeitlmann | CSU    |              |
| 2002 |              | Wolfgang Zeitlmann | CSU    |              |
| 2005 |              | Daniela Ludwig     | CSU    |              |
| 2009 |              | Daniela Ludwig     | CSU    |              |
| 2013 |              | Daniela Ludwig     | CSU    |              |
| 2017 |              | Daniela Ludwig     | CSU    |              |
| 2021 |              | Daniela Ludwig     | CSU    |              |
| 2025 | 40,9         | Daniela Ludwig     | CSU    |              |

## Wahlergebnisse

### Bundestagswahl 2025
Zur Bundestagswahl 2025 am 23. Februar 2025 wurden folgende 12 Direktkandidaten und 17 Landeslisten zugelassen:
| Kandidaten                                            | Kandidaten                  | Parteien/Listen     | Erststimmen | Erststimmen | Zweitstimmen | Zweitstimmen |
| Kandidaten                                            | Kandidaten                  | Parteien/Listen     | Stimmen     | %           | Stimmen      | %            |
| ----------------------------------------------------- | --------------------------- | ------------------- | ----------- | ----------- | ------------ | ------------ |
|                                                       | Daniela Ludwiggewählt im WK | CSU                 | 82.005      | 40,9        | 75.528       | 37,6         |
|                                                       | Reka Molnar                 | SPD                 | 17.905      | 8,9         | 19.265       | 9,6          |
|                                                       | Victoria Broßart            | GRÜNE               | 25.185      | 12,6        | 25.018       | 12,5         |
|                                                       | Marcus Moga                 | FDP                 | 5.724       | 2,9         | 9.362        | 4,7          |
|                                                       | Leyla Bilge                 | AfD                 | 36.811      | 18,3        | 39.370       | 19,6         |
|                                                       | Sepp Hofer                  | FREIE WÄHLER        | 16.019      | 8,0         | 9.469        | 4,7          |
|                                                       | Ates Gürpinar               | LINKE               | 9.147       | 4,6         | 10.130       | 5,0          |
|                                                       | Peggy Galić                 | dieBasis            | 2.341       | 1,2         | 1.249        | 0,6          |
|                                                       | Peter Steyrer               | Tierschutzpartei    | 2.706       | 1,3         | 1.710        | 0,9          |
|                                                       | -                           | Die PARTEI          | –           | –           | 817          | 0,4          |
|                                                       | -                           | ÖDP                 | –           | –           | 1.000        | 0,5          |
|                                                       | -                           | BP                  | –           | –           | 479          | 0,2          |
|                                                       | Jana Jacob                  | Volt                | 1.891       | 0,9         | 1.001        | 0,5          |
|                                                       | Franziska Heywinkel         | PdH                 | 350         | 0,2         | 173          | 0,1          |
|                                                       | -                           | MLPD                | –           | –           | 31           | 0,0          |
|                                                       | Christiane Wegner           | BÜNDNIS DEUTSCHLAND | 531         | 0,3         | 292          | 0,1          |
|                                                       | -                           | BSW                 | –           | –           | 6.017        | 3,0          |
| Gesamt                                                | Gesamt                      | Gesamt              | 200.615     | 100         | 200.911      | 100          |
|                                                       |                             |                     |             |             |              |              |
| Ungültige Stimmen                                     | Ungültige Stimmen           | Ungültige Stimmen   | 954         | 0,5         | 658          | 0,3          |
| Wähler                                                | Wähler                      | Wähler              | 201.569     | 84,6        | 201.569      | 84,6         |
| Wahlberechtigte                                       | Wahlberechtigte             | Wahlberechtigte     | 238.400     |             | 238.400      |              |
|                                                       |                             |                     |             |             |              |              |
| Quellen: Die Bundeswahlleiterin, Kandidaten – Stimmen |                             |                     |             |             |              |              |

Kursive Direktkandidaten kandidieren nicht für die Landesliste.

### Bundestagswahl 2021
Zur Bundestagswahl 2021 am 26. September wurden folgende 12 Direktkandidaten und 26 Landeslisten zugelassen:
| Kandidaten                                            | Kandidaten                  | Parteien/Listen      | Erststimmen | Erststimmen | Zweitstimmen | Zweitstimmen |
| Kandidaten                                            | Kandidaten                  | Parteien/Listen      | Stimmen     | %           | Stimmen      | %            |
| ----------------------------------------------------- | --------------------------- | -------------------- | ----------- | ----------- | ------------ | ------------ |
|                                                       | Daniela Ludwiggewählt im WK | CSU                  | 68.670      | 36,1        | 59.126       | 31,0         |
|                                                       | Pankraz Schaberl            | SPD                  | 22.869      | 12,0        | 27.406       | 14,4         |
|                                                       | Andreas Michael Kohlberger  | AfD                  | 15.764      | 8,3         | 16.570       | 8,7          |
|                                                       | Michael Linnerer            | FDP                  | 17.682      | 9,3         | 23.049       | 12,1         |
|                                                       | Victoria Broßart            | GRÜNE                | 26.183      | 13,8        | 25.962       | 13,6         |
|                                                       | Ates Nils Gürpinar          | LINKE                | 4.091       | 2,2         | 4.607        | 2,4          |
|                                                       | Gerhard Schloots            | FREIE WÄHLER         | 16.869      | 8,9         | 18.261       | 9,6          |
|                                                       | Ludwig Maier                | ÖDP                  | 3.698       | 1,9         | 1.633        | 0,9          |
|                                                       | –                           | Tierschutzpartei     | –           | –           | 1.882        | 1,0          |
|                                                       | Stephan Fröhlich            | BP                   | 2.584       | 1,4         | 1.737        | 0,9          |
|                                                       | Nikolaus Starkmeth          | Die PARTEI           | 2.466       | 1,3         | 1.385        | 0,7          |
|                                                       | –                           | PIRATEN              | –           | –           | 566          | 0,3          |
|                                                       | –                           | NPD                  | –           | –           | 95           | 0,0          |
|                                                       | –                           | V-Partei³            | –           | –           | 213          | 0,1          |
|                                                       | –                           | Gesundheitsforschung | –           | –           | 198          | 0,1          |
|                                                       | –                           | MLPD                 | –           | –           | 17           | 0,0          |
|                                                       | –                           | DKP                  | –           | –           | 29           | 0,0          |
|                                                       | Nino Kornhaß                | dieBasis             | 9.069       | 4,8         | 6.075        | 3,2          |
|                                                       | –                           | Bündnis C            | –           | –           | 129          | 0,1          |
|                                                       | –                           | Der III. Weg         | –           | –           | 77           | 0,0          |
|                                                       | -                           | du.                  | –           | –           | 94           | 0,0          |
|                                                       | –                           | LKR                  | –           | –           | 27           | 0,0          |
|                                                       | –                           | Die Humanisten       | –           | –           | 162          | 0,1          |
|                                                       | –                           | Team Todenhöfer      | –           | –           | 488          | 0,3          |
|                                                       | –                           | UNABHÄNGIGE          | –           | –           | 287          | 0,2          |
|                                                       | –                           | Volt                 | –           | –           | 486          | 0,3          |
|                                                       | Gerald Strickner            | BüSo                 | 119         | 0,1         | –            | –            |
| Gesamt                                                | Gesamt                      | Gesamt               | 190.064     | 100         | 190.561      | 100          |
|                                                       |                             |                      |             |             |              |              |
| Ungültige Stimmen                                     | Ungültige Stimmen           | Ungültige Stimmen    | 1.346       | 0,7         | 849          | 0,4          |
| Wähler                                                | Wähler                      | Wähler               | 191.410     | 80,6        | 191.410      | 80,6         |
| Wahlberechtigte                                       | Wahlberechtigte             | Wahlberechtigte      | 237.390     |             | 237.390      |              |
|                                                       |                             |                      |             |             |              |              |
| Quellen: Die Bundeswahlleiterin, Kandidaten – Stimmen |                             |                      |             |             |              |              |

Kursive Direktkandidaten kandidieren nicht für die Landesliste, kursive Parteien sind nicht Teil der Landesliste.

### Bundestagswahl 2017
Zur Bundestagswahl 2017 am 24. September wurden 11 Direktkandidaten und 21 Landeslisten zugelassen.
| Kandidaten                                            | Kandidaten                  | Parteien/Listen      | Erststimmen | Erststimmen | Zweitstimmen | Zweitstimmen |
| Kandidaten                                            | Kandidaten                  | Parteien/Listen      | Stimmen     | %           | Stimmen      | %            |
| ----------------------------------------------------- | --------------------------- | -------------------- | ----------- | ----------- | ------------ | ------------ |
|                                                       | Daniela Ludwiggewählt im WK | CSU                  | 84.981      | 45,9        | 75.178       | 40,5         |
|                                                       | Abuzar Erdogan              | SPD                  | 21.890      | 11,8        | 20.967       | 11,3         |
|                                                       | Korbinian Gall              | GRÜNE                | 17.307      | 9,4         | 18.571       | 10,0         |
|                                                       | Michael Linnerer            | FDP                  | 13.750      | 7,4         | 20.311       | 11,0         |
|                                                       | Andreas Winhart             | AfD                  | 23.988      | 13,0        | 25.697       | 13,9         |
|                                                       | Sebastian Misselhorn        | DIE LINKE            | 7.036       | 3,8         | 9.449        | 5,1          |
|                                                       | Maria Fischer               | FREIE WÄHLER         | 6.177       | 3,3         | 4.426        | 2,4          |
|                                                       | Olaf Krueger                | PIRATEN              | 1.073       | 0,6         | 602          | 0,3          |
|                                                       | Ludwig Maier                | ÖDP                  | 4.053       | 2,2         | 2.157        | 1,2          |
|                                                       | Bernhard Neumann            | BP                   | 4.495       | 2,4         | 3.425        | 1,8          |
|                                                       | –                           | NPD                  | –           | –           | 285          | 0,2          |
|                                                       | –                           | Tierschutzpartei     | –           | –           | 1.643        | 0,9          |
|                                                       | –                           | MLPD                 | –           | –           | 36           | 0,0          |
|                                                       | Gerald Strickner            | Büso                 | 198         | 0,1         | 87           | 0,0          |
|                                                       | –                           | BGE                  | –           | –           | 277          | 0,1          |
|                                                       | –                           | DiB                  | –           | –           | 322          | 0,2          |
|                                                       | –                           | DKP                  | –           | –           | 50           | 0,0          |
|                                                       | –                           | DM                   | –           | –           | 379          | 0,2          |
|                                                       | –                           | Die PARTEI           | –           | –           | 1.041        | 0,6          |
|                                                       | –                           | Gesundheitsforschung | –           | –           | 227          | 0,1          |
|                                                       | –                           | V-Partei³            | –           | –           | 327          | 0,2          |
| Gesamt                                                | Gesamt                      | Gesamt               | 184.948     | 100         | 185.457      | 100          |
|                                                       |                             |                      |             |             |              |              |
| Ungültige Stimmen                                     | Ungültige Stimmen           | Ungültige Stimmen    | 1.544       | 0,8         | 1.035        | 0,6          |
| Wähler                                                | Wähler                      | Wähler               | 186.492     | 79,3        | 186.492      | 79,3         |
| Wahlberechtigte                                       | Wahlberechtigte             | Wahlberechtigte      | 235.170     |             | 235.170      |              |
|                                                       |                             |                      |             |             |              |              |
| Quellen: Die Bundeswahlleiterin, Kandidaten – Stimmen |                             |                      |             |             |              |              |

### Bundestagswahl 2013
| Kandidaten                                            | Kandidaten                  | Parteien/Listen     | Erststimmen | Erststimmen | Zweitstimmen | Zweitstimmen |
| Kandidaten                                            | Kandidaten                  | Parteien/Listen     | Stimmen     | %           | Stimmen      | %            |
| ----------------------------------------------------- | --------------------------- | ------------------- | ----------- | ----------- | ------------ | ------------ |
|                                                       | Daniela Ludwiggewählt im WK | CSU                 | 93.964      | 58,1        | 87.569       | 54,1         |
|                                                       | Abuzar Erdogan              | SPD                 | 20.229      | 12,5        | 23.966       | 14,8         |
|                                                       | Thomas Rauscher             | FDP                 | 4.272       | 2,6         | 8.040        | 5,0          |
|                                                       | Ursula Zeitlmann            | GRÜNE               | 15.125      | 9,4         | 13.631       | 8,4          |
|                                                       | Walter Mini                 | DIE LINKE           | 3.932       | 2,4         | 4.688        | 2,9          |
|                                                       | Hartmut Ernst               | PIRATEN             | 3.651       | 2,3         | 2.788        | 1,7          |
|                                                       | –                           | NPD                 | –           | –           | 772          | 0,5          |
|                                                       | Ludwig Maier                | ödp                 | 3.290       | 2,0         | 2.419        | 1,5          |
|                                                       | Peter Staudenhöchtl         | REP                 | 2.015       | 1,2         | 1.368        | 0,8          |
|                                                       | –                           | Bündnis 21/RRP      | –           | –           | 36           | 0,0          |
|                                                       | Bernhard Neumann            | BP                  | 3.674       | 2,3         | 3.088        | 1,9          |
|                                                       | –                           | Tierschutzpartei    | –           | –           | 1.111        | 0,7          |
|                                                       | –                           | DIE VIOLETTEN       | –           | –           | 241          | 0,1          |
|                                                       | Gerald Strickner            | BüSo                | 189         | 0,1         | 96           | 0,1          |
|                                                       | –                           | MLPD                | –           | –           | 24           | 0,0          |
|                                                       | Jürgen Gladigau             | AFD                 | 6.571       | 4,1         | 7.792        | 4,8          |
|                                                       | –                           | pro Deutschland     | –           | –           | 93           | 0,1          |
|                                                       | –                           | DIE FRAUEN          | –           | –           | 269          | 0,2          |
|                                                       | Robert Multrus              | FREIE WÄHLER        | 4.484       | 2,8         | 3.653        | 2,3          |
|                                                       | –                           | PARTEI DER VERNUNFT | –           | –           | 167          | 0,1          |
|                                                       | Stefan Bauer                | Einzelbewerber      | 226         | 0,1         | –            | –            |
| Gesamt                                                | Gesamt                      | Gesamt              | 161.622     | 100         | 161.811      | 100          |
|                                                       |                             |                     |             |             |              |              |
| Ungültige Stimmen                                     | Ungültige Stimmen           | Ungültige Stimmen   | 1.336       | 0,8         | 1.147        | 0,7          |
| Wähler                                                | Wähler                      | Wähler              | 162.958     | 70,5        | 162.958      | 70,5         |
| Wahlberechtigte                                       | Wahlberechtigte             | Wahlberechtigte     | 231.069     |             | 231.069      |              |
|                                                       |                             |                     |             |             |              |              |
| Quellen: Die Bundeswahlleiterin, Kandidaten – Stimmen |                             |                     |             |             |              |              |

### Bundestagswahl 2009
| Kandidaten                                          | Kandidaten                  | Parteien/Listen      | Erststimmen | Erststimmen | Zweitstimmen | Zweitstimmen |
| Kandidaten                                          | Kandidaten                  | Parteien/Listen      | Stimmen     | %           | Stimmen      | %            |
| --------------------------------------------------- | --------------------------- | -------------------- | ----------- | ----------- | ------------ | ------------ |
|                                                     | Daniela Ludwiggewählt im WK | CSU                  | 82.305      | 51,5        | 74.860       | 46,7         |
|                                                     | Angelika Graf               | SPD                  | 23.041      | 14,4        | 20.380       | 12,7         |
|                                                     | Maximilian Leucht           | FDP                  | 14.745      | 9,2         | 23.226       | 14,5         |
|                                                     | Anna Rutz                   | GRÜNE                | 19.499      | 12,2        | 18.258       | 11,4         |
|                                                     | Walter Mini                 | DIE LINKE            | 5.967       | 3,7         | 7.074        | 4,4          |
|                                                     | Elisabeth Götz              | NPD                  | 1.172       | 0,7         | 1.186        | 0,7          |
|                                                     | Gottfried Schubert          | REP                  | 3.455       | 2,2         | 2.960        | 1,8          |
|                                                     | –                           | FAMILIE              | –           | –           | 926          | 0,6          |
|                                                     | Florian Weber               | BP                   | 3.612       | 2,3         | 2.659        | 1,7          |
|                                                     | –                           | PBC                  | –           | –           | 149          | 0,1          |
|                                                     | Gerald Strickner            | BüSo                 | 375         | 0,2         | 193          | 0,1          |
|                                                     | –                           | MLPD                 | –           | –           | 34           | 0,0          |
|                                                     | –                           | CM                   | –           | –           | 195          | 0,1          |
|                                                     | –                           | DVU                  | –           | –           | 73           | 0,0          |
|                                                     | –                           | DIE VIOLETTEN        | –           | –           | 455          | 0,3          |
|                                                     | –                           | Die Tierschutzpartei | –           | –           | 966          | 0,6          |
|                                                     | Josef Fortner               | ödp                  | 3.905       | 2,4         | 2.669        | 1,7          |
|                                                     | –                           | PIRATEN              | –           | –           | 2.503        | 1,6          |
|                                                     | Siegfried Pielsticker       | RRP                  | 1.749       | 1,1         | 1.602        | 1,0          |
| Gesamt                                              | Gesamt                      | Gesamt               | 159.825     | 100         | 160.368      | 100          |
|                                                     |                             |                      |             |             |              |              |
| Ungültige Stimmen                                   | Ungültige Stimmen           | Ungültige Stimmen    | 2.087       | 1,3         | 1.544        | 1,0          |
| Wähler                                              | Wähler                      | Wähler               | 161.912     | 71,5        | 161.912      | 71,5         |
| Wahlberechtigte                                     | Wahlberechtigte             | Wahlberechtigte      | 226.483     |             | 226.483      |              |
|                                                     |                             |                      |             |             |              |              |
| Quellen: Der Bundeswahlleiter, Kandidaten – Stimmen |                             |                      |             |             |              |              |

### Bundestagswahl 2005
| Kandidaten                                          | Kandidaten                | Parteien/Listen   | Erststimmen | Erststimmen | Zweitstimmen | Zweitstimmen |
| Kandidaten                                          | Kandidaten                | Parteien/Listen   | Stimmen     | %           | Stimmen      | %            |
| --------------------------------------------------- | ------------------------- | ----------------- | ----------- | ----------- | ------------ | ------------ |
|                                                     | Daniela Raabgewählt im WK | CSU               | 102.768     | 60,3        | 93.811       | 54,7         |
|                                                     | Angelika Graf             | SPD               | 37.351      | 21,9        | 35.482       | 20,7         |
|                                                     | Adil Oyan                 | GRÜNE             | 12.159      | 7,1         | 13.437       | 7,8          |
|                                                     | Heinz Benninghoven        | FDP               | 7.045       | 4,1         | 16.044       | 9,4          |
|                                                     | Gottfried Schubert        | REP               | 4.151       | 2,4         | 3.079        | 1,8          |
|                                                     | Josef Obermeier           | Die Linke.        | 3.598       | 2,1         | 4.314        | 2,5          |
|                                                     | Uwe Brunke                | NPD               | 1.267       | 0,7         | 1.191        | 0,7          |
|                                                     | –                         | PBC               | –           | –           | 280          | 0,2          |
|                                                     | –                         | BP                | –           | –           | 1.205        | 0,7          |
|                                                     | –                         | DIE FRAUEN        | –           | –           | 358          | 0,2          |
|                                                     | –                         | GRAUE             | –           | –           | 700          | 0,4          |
|                                                     | Gerald Strickner          | BüSo              | 454         | 0,3         | 300          | 0,2          |
|                                                     | –                         | FAMILIE           | –           | –           | 1.134        | 0,7          |
|                                                     | –                         | MLPD              | –           | –           | 65           | 0,0          |
|                                                     | Roland Hinke              | UNABHÄNGIGE       | 1.741       | 1,0         | –            | –            |
| Gesamt                                              | Gesamt                    | Gesamt            | 170.534     | 100         | 171.400      | 100          |
|                                                     |                           |                   |             |             |              |              |
| Ungültige Stimmen                                   | Ungültige Stimmen         | Ungültige Stimmen | 2.543       | 1,5         | 1.677        | 1,0          |
| Wähler                                              | Wähler                    | Wähler            | 173.077     | 78,0        | 173.077      | 78,0         |
| Wahlberechtigte                                     | Wahlberechtigte           | Wahlberechtigte   | 222.020     |             | 222.020      |              |
|                                                     |                           |                   |             |             |              |              |
| Quellen: Der Bundeswahlleiter, Kandidaten – Stimmen |                           |                   |             |             |              |              |

### Bundestagswahl 2002
| Kandidaten                                          | Kandidaten                      | Parteien/Listen   | Erststimmen | Erststimmen | Zweitstimmen | Zweitstimmen |
| Kandidaten                                          | Kandidaten                      | Parteien/Listen   | Stimmen     | %           | Stimmen      | %            |
| --------------------------------------------------- | ------------------------------- | ----------------- | ----------- | ----------- | ------------ | ------------ |
|                                                     | Wolfgang Zeitlmanngewählt im WK | CSU               | 110.328     | 63,1        | 113.876      | 64,7         |
|                                                     | Angelika Graf                   | SPD               | 38.723      | 22,2        | 34.593       | 19,6         |
|                                                     | Christian Wahnschaffe           | GRÜNE             | 11.158      | 6,4         | 13.447       | 7,6          |
|                                                     | Heinz Benninghoven              | FDP               | 6.423       | 3,7         | 7.917        | 4,5          |
|                                                     | Gottfried Schubert              | REP               | 3.674       | 2,1         | 1.849        | 1,1          |
|                                                     | Rudolf Stocker                  | ödp               | 2.631       | 1,5         | 997          | 0,6          |
|                                                     | Jolanthe Putz                   | PDS               | 805         | 0,5         | 1.004        | 0,6          |
|                                                     | –                               | BP                | –           | –           | 457          | 0,3          |
|                                                     | –                               | Tierschutz        | –           | –           | 625          | 0,4          |
|                                                     | Toni Pietsch                    | GRAUE             | 750         | 0,4         | 256          | 0,1          |
|                                                     | –                               | PBC               | –           | –           | 152          | 0,1          |
|                                                     | –                               | NPD               | –           | –           | 178          | 0,1          |
|                                                     | –                               | DIE FRAUEN        | –           | –           | 143          | 0,1          |
|                                                     | –                               | CM                | –           | –           | 113          | 0,1          |
|                                                     | Gerald Strickner                | BüSo              | 316         | 0,2         | 104          | 0,1          |
|                                                     | –                               | AUFBRUCH          | –           | –           | 98           | 0,1          |
|                                                     | –                               | Schill            | –           | –           | 248          | 0,1          |
| Gesamt                                              | Gesamt                          | Gesamt            | 174.808     | 100         | 176.057      | 100          |
|                                                     |                                 |                   |             |             |              |              |
| Ungültige Stimmen                                   | Ungültige Stimmen               | Ungültige Stimmen | 2.233       | 1,3         | 984          | 0,6          |
| Wähler                                              | Wähler                          | Wähler            | 177.041     | 81,7        | 177.041      | 81,7         |
| Wahlberechtigte                                     | Wahlberechtigte                 | Wahlberechtigte   | 216.569     |             | 216.569      |              |
|                                                     |                                 |                   |             |             |              |              |
| Quellen: Der Bundeswahlleiter, Kandidaten – Stimmen |                                 |                   |             |             |              |              |

### Bundestagswahl 1998
| Kandidaten                                          | Kandidaten                      | Parteien/Listen     | Erststimmen | Erststimmen | Zweitstimmen | Zweitstimmen |
| Kandidaten                                          | Kandidaten                      | Parteien/Listen     | Stimmen     | %           | Stimmen      | %            |
| --------------------------------------------------- | ------------------------------- | ------------------- | ----------- | ----------- | ------------ | ------------ |
|                                                     | Wolfgang Zeitlmanngewählt im WK | CSU                 | 87.985      | 55,2        | 82.765       | 51,7         |
|                                                     | Angelika Graf                   | SPD                 | 43.269      | 27,2        | 43.318       | 27,1         |
|                                                     | Maximilian Klausner             | FDP                 | 4.979       | 3,1         | 8.869        | 5,5          |
|                                                     | Adil Oyan                       | GRÜNE               | 7.935       | 5,0         | 9.661        | 6,0          |
|                                                     | –                               | PDS                 | –           | –           | 799          | 0,5          |
|                                                     | –                               | APPD                | –           | –           | 117          | 0,1          |
|                                                     | –                               | BP                  | –           | –           | 1.505        | 0,9          |
|                                                     | Klaus Fimmen                    | BüSo                | 136         | 0,1         | 55           | 0,0          |
|                                                     | Jakob Niedermaier               | BFB – Die Offensive | 4.570       | 2,9         | 2.661        | 1,7          |
|                                                     | –                               | Chance 2000         | –           | –           | 63           | 0,0          |
|                                                     | –                               | CM                  | –           | –           | 115          | 0,1          |
|                                                     | –                               | DVU                 | –           | –           | 867          | 0,5          |
|                                                     | –                               | GRAUE               | –           | –           | 351          | 0,2          |
|                                                     | Gottfried Schubert              | REP                 | 7.215       | 4,5         | 5.749        | 3,6          |
|                                                     | –                               | DIE FRAUEN          | –           | –           | 120          | 0,1          |
|                                                     | –                               | Pro DM              | –           | –           | 348          | 0,2          |
|                                                     | –                               | MLPD                | –           | –           | 8            | 0,0          |
|                                                     | –                               | Tierschutz          | –           | –           | 543          | 0,3          |
|                                                     | –                               | NPD                 | –           | –           | 140          | 0,1          |
|                                                     | Christa Gabanyi                 | NATURGESETZ         | 677         | 0,4         | 268          | 0,2          |
|                                                     | Martina Glatt                   | ödp                 | 2.516       | 1,6         | 1.508        | 0,9          |
|                                                     | –                               | PBC                 | –           | –           | 145          | 0,1          |
| Gesamt                                              | Gesamt                          | Gesamt              | 159.282     | 100         | 159.975      | 100          |
|                                                     |                                 |                     |             |             |              |              |
| Ungültige Stimmen                                   | Ungültige Stimmen               | Ungültige Stimmen   | 1.752       | 1,1         | 1.059        | 0,7          |
| Wähler                                              | Wähler                          | Wähler              | 161.034     | 77,9        | 161.034      | 77,9         |
| Wahlberechtigte                                     | Wahlberechtigte                 | Wahlberechtigte     | 206.632     |             | 206.632      |              |
|                                                     |                                 |                     |             |             |              |              |
| Quellen: Der Bundeswahlleiter, Kandidaten – Stimmen |                                 |                     |             |             |              |              |

### Bundestagswahl 1994
| Kandidaten                                                              | Kandidaten                      | Parteien/Listen   | Erststimmen | Erststimmen | Zweitstimmen | Zweitstimmen |
| Kandidaten                                                              | Kandidaten                      | Parteien/Listen   | Stimmen     | %           | Stimmen      | %            |
| ----------------------------------------------------------------------- | ------------------------------- | ----------------- | ----------- | ----------- | ------------ | ------------ |
|                                                                         | Wolfgang Zeitlmanngewählt im WK | CSU               | 91.016      | 60,6        | 85.517       | 56,6         |
|                                                                         | Angelika Graf                   | SPD               | 29.333      | 19,5        | 31.610       | 20,9         |
|                                                                         | Hartmut Friedrich Scheermeßer   | FDP               | 5.553       | 3,7         | 10.464       | 6,9          |
|                                                                         | Else Huber                      | GRÜNE             | 11.604      | 7,7         | 9.765        | 6,5          |
|                                                                         | –                               | PDS               | –           | –           | 617          | 0,4          |
|                                                                         | –                               | BP                | –           | –           | 2.361        | 1,6          |
|                                                                         | –                               | Solidarität       | –           | –           | 29           | 0,0          |
|                                                                         | –                               | LIGA              | –           | –           | 139          | 0,1          |
|                                                                         | –                               | CM                | –           | –           | 129          | 0,1          |
|                                                                         | Maria Bergmann                  | GRAUE             | 1.499       | 1,0         | 699          | 0,5          |
|                                                                         | –                               | NATURGESETZ       | –           | –           | 215          | 0,1          |
|                                                                         | Alexander Hausmann              | REP               | 7.312       | 4,9         | 6.376        | 4,2          |
|                                                                         | –                               | MLPD              | –           | –           | 13           | 0,0          |
|                                                                         | –                               | Tierschutz        | –           | –           | 637          | 0,4          |
|                                                                         | Michael Peter Arends            | ödp               | 3.761       | 2,5         | 2.229        | 1,5          |
|                                                                         | –                               | PBC               | –           | –           | 149          | 0,1          |
|                                                                         | –                               | STATT Partei      | –           | –           | 269          | 0,2          |
| Gesamt                                                                  | Gesamt                          | Gesamt            | 150.078     | 100         | 151.218      | 100          |
|                                                                         |                                 |                   |             |             |              |              |
| Ungültige Stimmen                                                       | Ungültige Stimmen               | Ungültige Stimmen | 2.174       | 1,4         | 1.034        | 0,7          |
| Wähler                                                                  | Wähler                          | Wähler            | 152.252     | 75,5        | 152.252      | 75,5         |
| Wahlberechtigte                                                         | Wahlberechtigte                 | Wahlberechtigte   | 201.736     |             | 201.736      |              |
|                                                                         |                                 |                   |             |             |              |              |
| Quellen: Der Bundeswahlleiter, Stimmen – Der Landeswahlleiter, Ergebnis |                                 |                   |             |             |              |              |